# Osmanthus fragrans
Osmanthus fragrans är en syrenväxtart som beskrevs av João de Loureiro. Osmanthus fragrans ingår i släktet Osmanthus och familjen syrenväxter. Inga underarter finns listade i Catalogue of Life.
Arten förekommer i centrala samt östra Kina, Japan och kanske i norra Vietnam.
För beståndet är inga hot kända. IUCN listar Osmanthus fragrans som livskraftig (LC).

## Bildgalleri

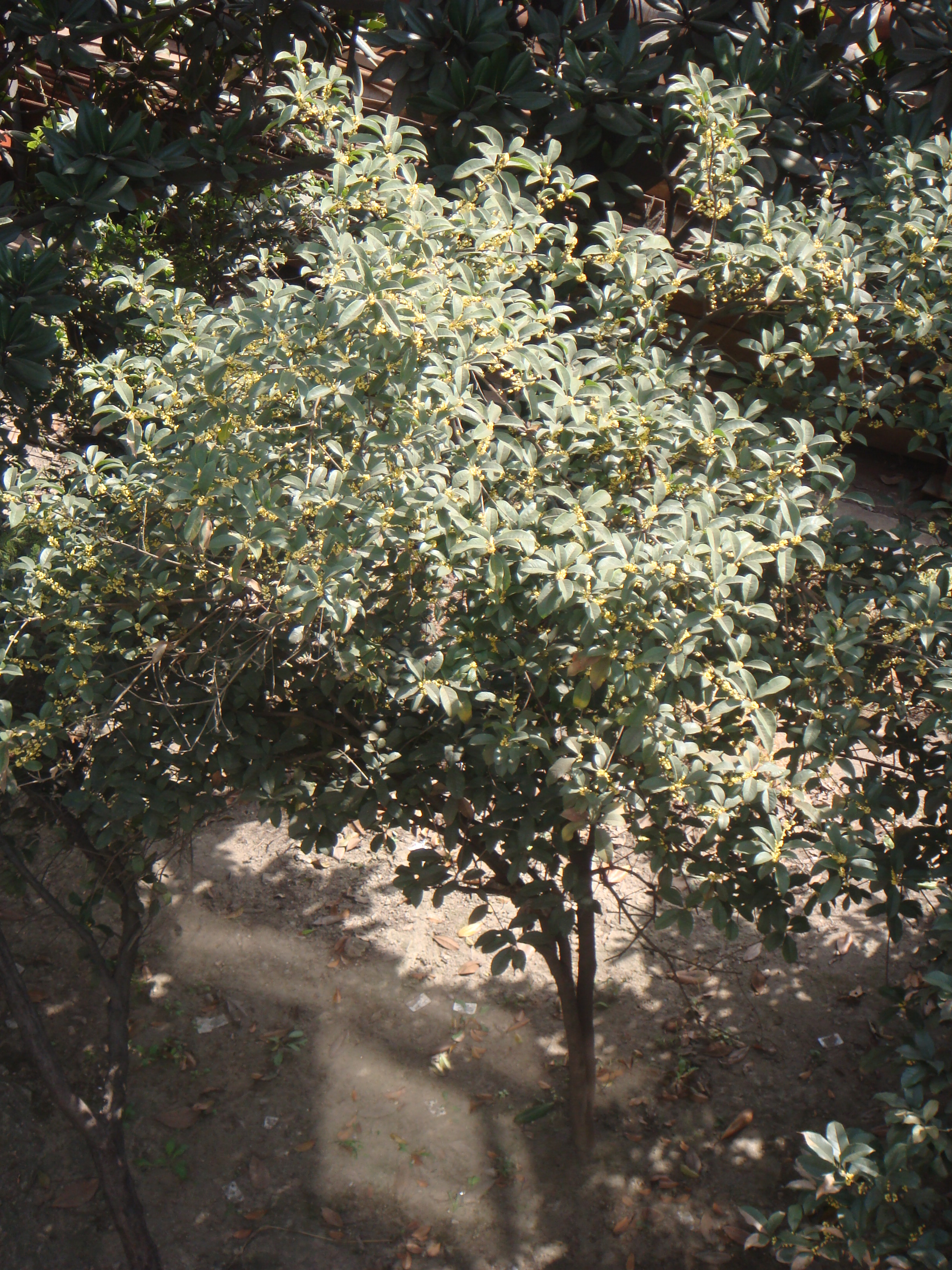
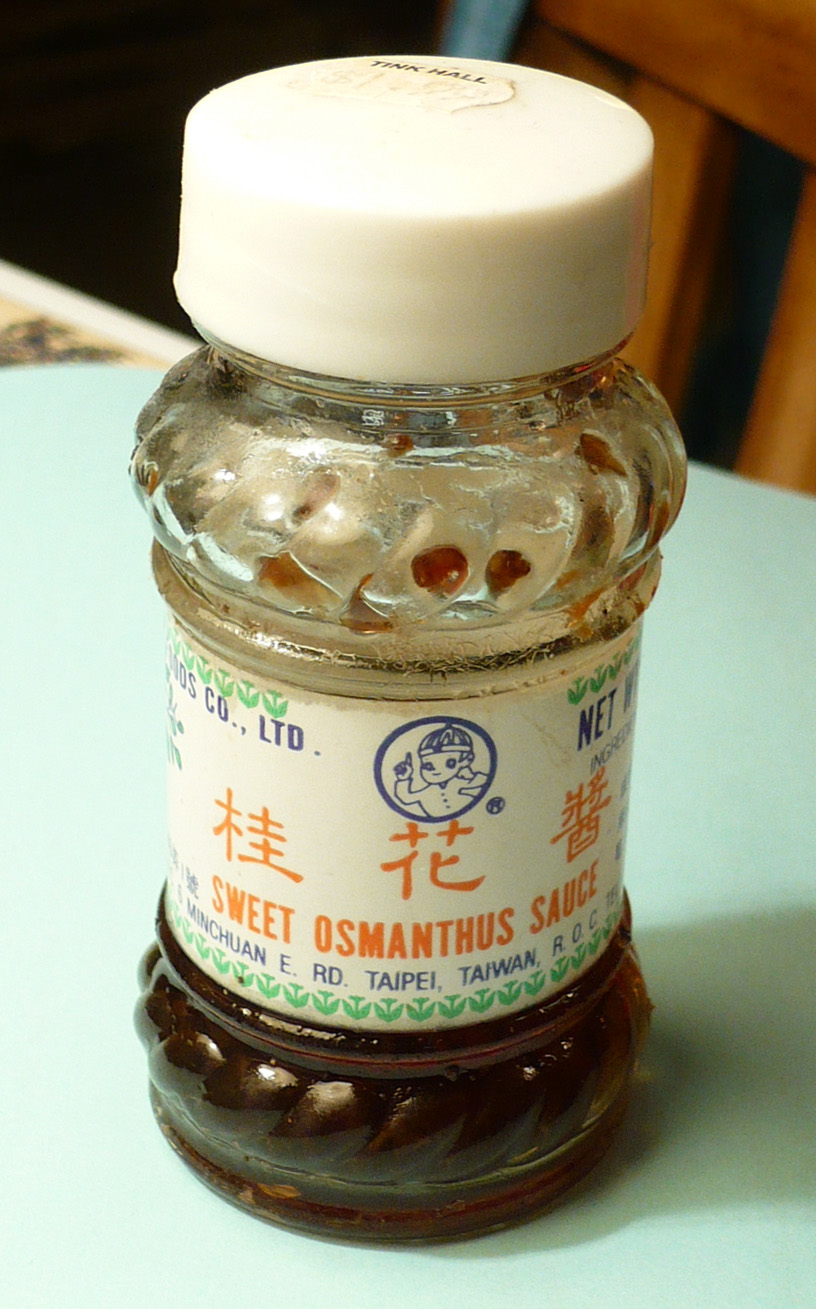
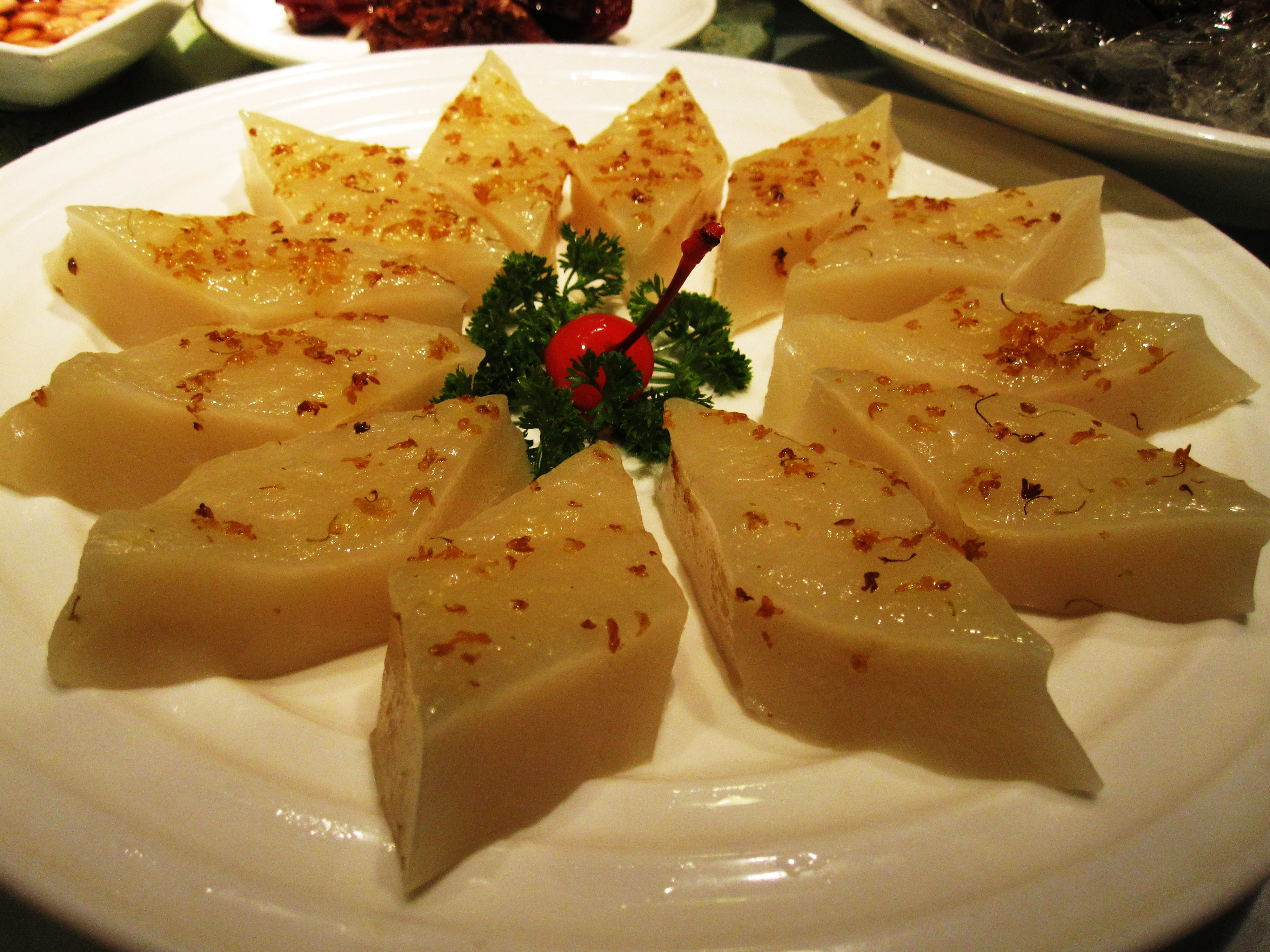